# António Guterres
António Manuel de Oliveira Guterres (ur. 30 kwietnia 1949 w Lizbonie) – portugalski polityk i inżynier, parlamentarzysta, w latach 1992–2002 sekretarz generalny Partii Socjalistycznej, od 1995 do 2002 premier Portugalii, w latach 2005–2015 wysoki komisarz Narodów Zjednoczonych do spraw uchodźców, od 2017 sekretarz generalny ONZ.

## Życiorys
W 1971 ukończył inżynierię elektryczną w Instituto Superior Técnico w ramach Uniwersytetu Technicznego w Lizbonie, po czym pracował jako nauczyciel akademicki. Zaangażował się w działalność polityczną w ramach Partii Socjalistycznej. W 1973 założył i przez rok kierował stowarzyszeniem działającym na rzecz konsumentów. Później do 1975 zatrudniony w gabinecie ministra Mária Soaresa.
W 1976 wybrany na posła do Zgromadzenia Republiki, z powodzeniem ubiegał się o reelekcję w okręgu Castelo Branco w kolejnych wyborach. Na początku lat 80. był członkiem Zgromadzenia Parlamentarnego Rady Europy.
Od 1986 do 1988 wchodził w skład sekretariatu krajowego socjalistów, następnie do 1991 kierował jego klubem poselskim. W 1992 wybrany na sekretarza generalnego Partii Socjalistycznej, kierował nią do 2002, kiedy to zastąpił go Eduardo Ferro Rodrigues. Od 1992 był wiceprzewodniczącym Międzynarodówki Socjalistycznej, zaś w latach 1999–2005 stał na czele tej organizacji.
28 października 1995, po wyborach parlamentarnych wygranych przez socjalistów (zdobyte 104 mandaty w 230-osobowym parlamencie), António Guterres objął urząd premiera. Dobra sytuacja ekonomiczna kraju doprowadziła do zwiększenia wydatków socjalnych. W okresie kierowania przez niego rządem Portugalia zorganizowała Expo ’98 w Lizbonie. W 1999 Partia Socjalistyczna ponownie wygrała wybory parlamentarne (115 mandatów), a jej lider ponownie został premierem. Od stycznia do czerwca 2000 był jednocześnie przewodniczącym Rady Europejskiej. W trakcie drugiej kadencji doszło do spowolnienia gospodarczego, a negatywnie na notowania rządu wpłynęły konflikty w Partii Socjalistycznej i katastrofa w Castelo de Paiva, gdzie na skutek zawalenia się mostu zginęło blisko 60 osób. W 2001 socjaliści zdecydowanie przegrali wybory samorządowe. António Guterres zadeklarował swoją rezygnację, po przedterminowych wyborach parlamentarnych 6 kwietnia 2002 na funkcji premiera zastąpił go José Manuel Barroso z Partii Socjaldemokratycznej.
W maju 2005 António Guterres został przez sekretarza generalnego ONZ Kofiego Annana mianowany wysokim komisarzem Narodów Zjednoczonych ds. uchodźców. Stanowisko to zajmował od czerwca tegoż roku do grudnia 2015. W 2016 został powołany w skład Rady Państwa, organu doradczego przy prezydencie.
W lutym tego samego roku Portugalia oficjalnie zgłosiła jego kandydaturę na sekretarza generalnego Organizacji Narodów Zjednoczonych. W październiku 2016 Rada Bezpieczeństwa ONZ jednogłośnie rekomendowała go na ten urząd. 13 października 2016 został wybrany na to stanowisko z kadencją od 1 stycznia 2017. W 2021 uzyskał reelekcję na drugą kadencję.

## Życie prywatne
W 1972 poślubił Luísę Amélię Guimarães e Melo, z którą ma dwoje dzieci i która zmarła w 1998 na chorobę nowotworową. W 2001 António Guterres zawarł związek małżeński z Catariną de Almeidą Vaz Pinto.

## Odznaczenia i wyróżnienia
Odznaczenia krajowe
- Krzyż Wielki Orderu Chrystusa (Portugalia, 2002)[9]
- Krzyż Wielki Orderu Wolności (Portugalia, 2016)[9]

Odznaczenia zagraniczne
- Wielka Wstęga Orderu Leopolda (Belgia, 2000)[10]
- Krzyż Wielki Orderu Krzyża Południa (Brazylia, 1996)[10]
- Wielki Łańcuch Orderu Krzyża Południa (Brazylia, 2002)[10]
- Krzyż Wielki Orderu Zasługi (Chile, 2001)[10]
- Krzyż Wielki Orderu Narodowego Zasługi (Francja, 2002)[10]
- Krzyż Wielki Orderu Honoru (Grecja, 2000)[10]
- Łańcuch Orderu Izabeli Katolickiej (Hiszpania, 2002)[10]
- Wielka Wstęga Orderu Wschodzącego Słońca (Japonia, 2002)[10]
- Wielka Wstęga Orderu Orła Azteków (Meksyk, 1999)[10]
- Krzyż Wielki Orderu Zasługi RP (Polska, 1997)[11]
- Order Księcia Jarosława Mądrego I klasy (Ukraina, 2002)[10]
- Wielki Oficer Orderu Wschodniej Republiki Urugwaju (Urugwaj, 1998)[10]
- Wielka Wstęga Orderu Republiki (Tunezja, 2002)[10]
- Order Zasługi Republiki Włoskiej I klasy z Wielkim Łańcuchem (Włochy, 2002)[12]
- Order Amílcara Cabrala I klasy (Republika Zielonego Przylądka, 2001)[10]

Nagrody i wyróżnienia
- Nagroda Karola Wielkiego (2019)[13]